# Gonatocerus bialbifuniculatus
Gonatocerus bialbifuniculatus är en stekelart som beskrevs av Subba Rao 1989. Gonatocerus bialbifuniculatus ingår i släktet Gonatocerus och familjen dvärgsteklar. Inga underarter finns listade i Catalogue of Life.